# Dunkers landskommun
Dunkers landskommun var en tidigare kommun i Södermanlands län.

## Administrativ historik
Den 1 januari 1863, när kommunalförordningarna började tillämpas, skapades över hela riket cirka 2 500 kommuner, varav 89 städer, 8 köpingar och resten landskommuner. Då inrättades i Dunkers socken i Villåttinge härad i Södermanland denna kommun.
1952 genomfördes den första av 1900-talets två genomgripande kommunreformer i Sverige. Kommunen gick då upp i Malmköpings köping. Denna i sin tur upplöstes år 1971 varvid detta område fördes till Flens kommun.

## Politik

### Mandatfördelning i Dunkers landskommun 1938-1946
| 10 | 1 | 5 | 3 | 1 |

| 19 |

| 10 | 10 |

| 18 |

| 9 | 3 | 8 |

| 16 | 4 |